# Parc provincial Presqu'ile
Le parc provincial Presqu'ile (anglais : Presqu'ile Provincial Park) est un parc provincial de l'Ontario situé à Brighton en Ontario (Canada).